# Feng Yanke
Dans ce nom chinois, le nom de famille, Feng, précède le nom personnel.
Pour les articles homonymes, voir Feng.
Feng Yanke (chinois : 冯彦可), né le 10 janvier 1988 à Xuzhou, est un escrimeur handisport chinois. Il a remporté trois médailles d'or aux Jeux paralympiques dans deux armes différentes,. Il concourt dans la catégorie B (athlètes sans équilibre du tronc).
Il a également remporté plusieurs médailles aux championnats du monde, dont deux titres en 2019.

## Palmarès
- Jeux paralympiques
  -  Médaille d'or au fleuret individuel aux Jeux paralympiques de 2016 à Rio de Janeiro
  -  Médaille d'or au sabre individuel aux Jeux paralympiques de 2020 à Tokyo
  -  Médaille d'or au fleuret individuel aux Jeux paralympiques de 2020 à Tokyo

- Championnats du monde
  -  Médaille d'or au fleuret par équipes aux championnats du monde 2019 à Cheongju
  -  Médaille d'or au fleuret individuel aux championnats du monde 2019 à Cheongju
  -  Médaille d'argent au sabre par équipes aux championnats du monde 2019 à Cheongju
  -  Médaille d'argent au sabre individuel aux championnats du monde 2019 à Cheongju
  -  Médaille de bronze au sabre individuel aux championnats du monde 2015 à Eger

- Jeux para-asiatiques
  -  Médaille d'or au fleuret par équipes aux Jeux para-asiatiques de 2018 à Jakarta
  -  Médaille d'or à l'épée par équipes aux Jeux para-asiatiques de 2018 à Jakarta
  -  Médaille d'or au sabre par équipes aux Jeux para-asiatiques de 2018 à Jakarta
  -  Médaille d'or au sabre individuel aux Jeux para-asiatiques de 2018 à Jakarta
  -  Médaille de bronze au fleuret individuel aux Jeux para-asiatiques de 2018 à Jakarta